# North Imilit Island
North Imilit Island är en ö i Kanada.   Den ligger i territoriet Nunavut, i den östra delen av landet, 2 200 km nordväst om huvudstaden Ottawa. Arean är 1,4 kvadratkilometer.
Terrängen på North Imilit Island är mycket platt. Öns högsta punkt är 21 meter över havet. Den sträcker sig 1,8 kilometer i nord-sydlig riktning, och 1,8 kilometer i öst-västlig riktning.